# Symphyotrichum parviflorum
Symphyotrichum parviflorum là một loài thực vật có hoa trong họ Cúc. Loài này được (Nees) Greuter mô tả khoa học đầu tiên năm 2003.